# Dale Chihuly
Dale Patrick Chihuly (* 20. září 1941 Tacoma, Washington) je americký sochař, sklářský výtvarník, sochař, podnikatel a vysokoškolský pedagog.

## Život a dílo
V 15 letech mu krátce po sobě zemřel otec a starší bratr, který padl roku 1957 ve válce v Indočíně. Matka tvrdě pracovala, aby syna uživila na studiích. Roku 1959* absolvoval Woodrow Wilson High School v Tacomě a pokračoval studiem interiérového designu na Washingtonské univerzitě. Sklářským technikám se vyučil v ateliérech Delta Kappa Epsilon. Po studijních cestách do Florencie a na Střední Východ dokončil v roce 1965 washingtonská studia a odjel na Fulbrightovo stipendium učit se tvorbu barevného skla do Murana. Roku 1969 na cestách střední Evropou přijel do Československa a pobýval se Stanislavem Libenským a Jaroslavou Brychtovou, jejich tvorbou osvětlovacích těles se dal inspirovat. Postupně si vytvořil vlastní styl, věnuje se barevným skleněným objektům z foukaného a hutnicky tvarovaného skla.
V roce 1998 měl v Praze v Uměleckoprůmyslovém muzeu samostatnou výstavu.

## Gallery

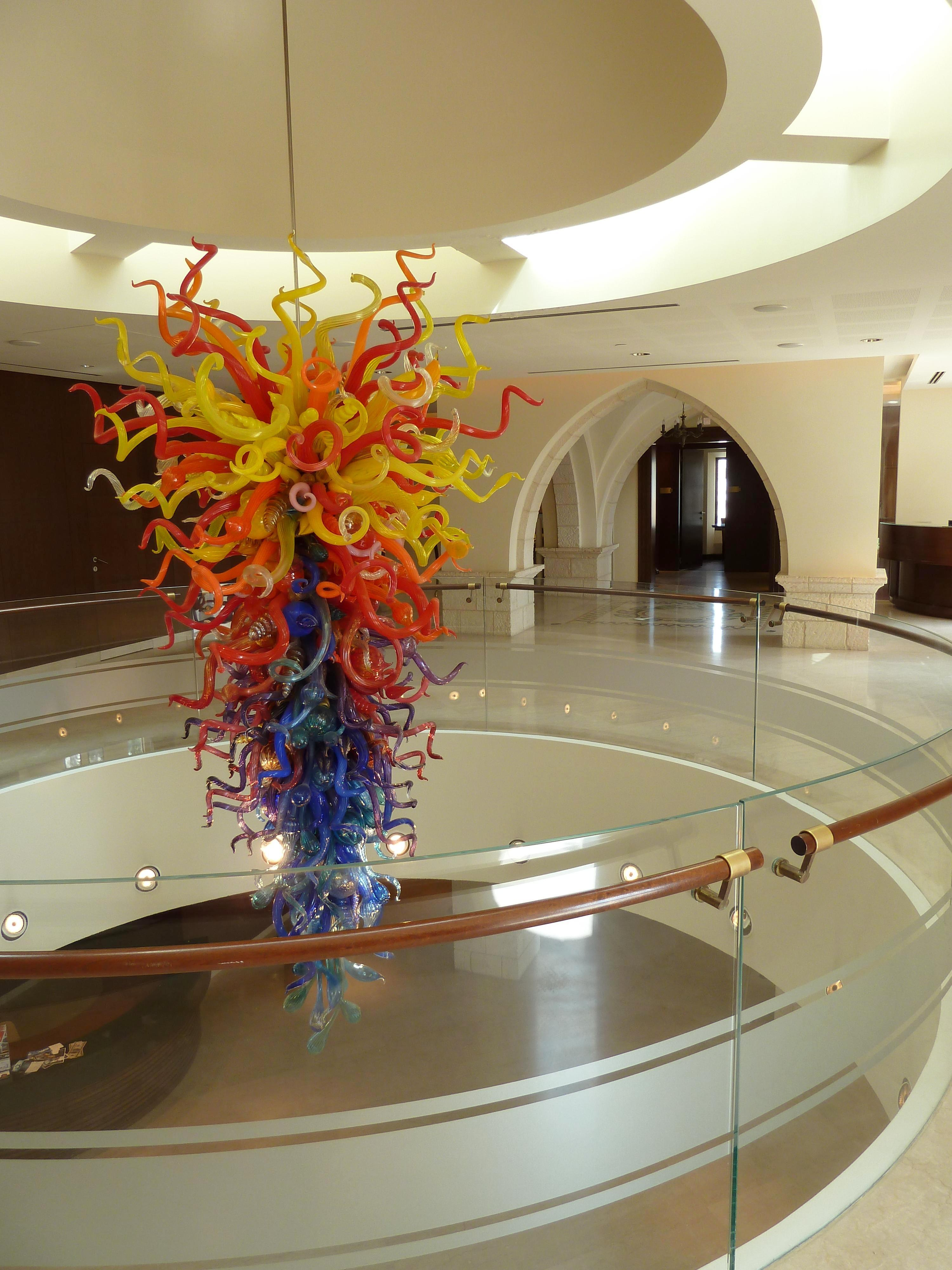
Lustr „Oheň a voda“, Atrium HaTora Ješiva, Jeruzalém
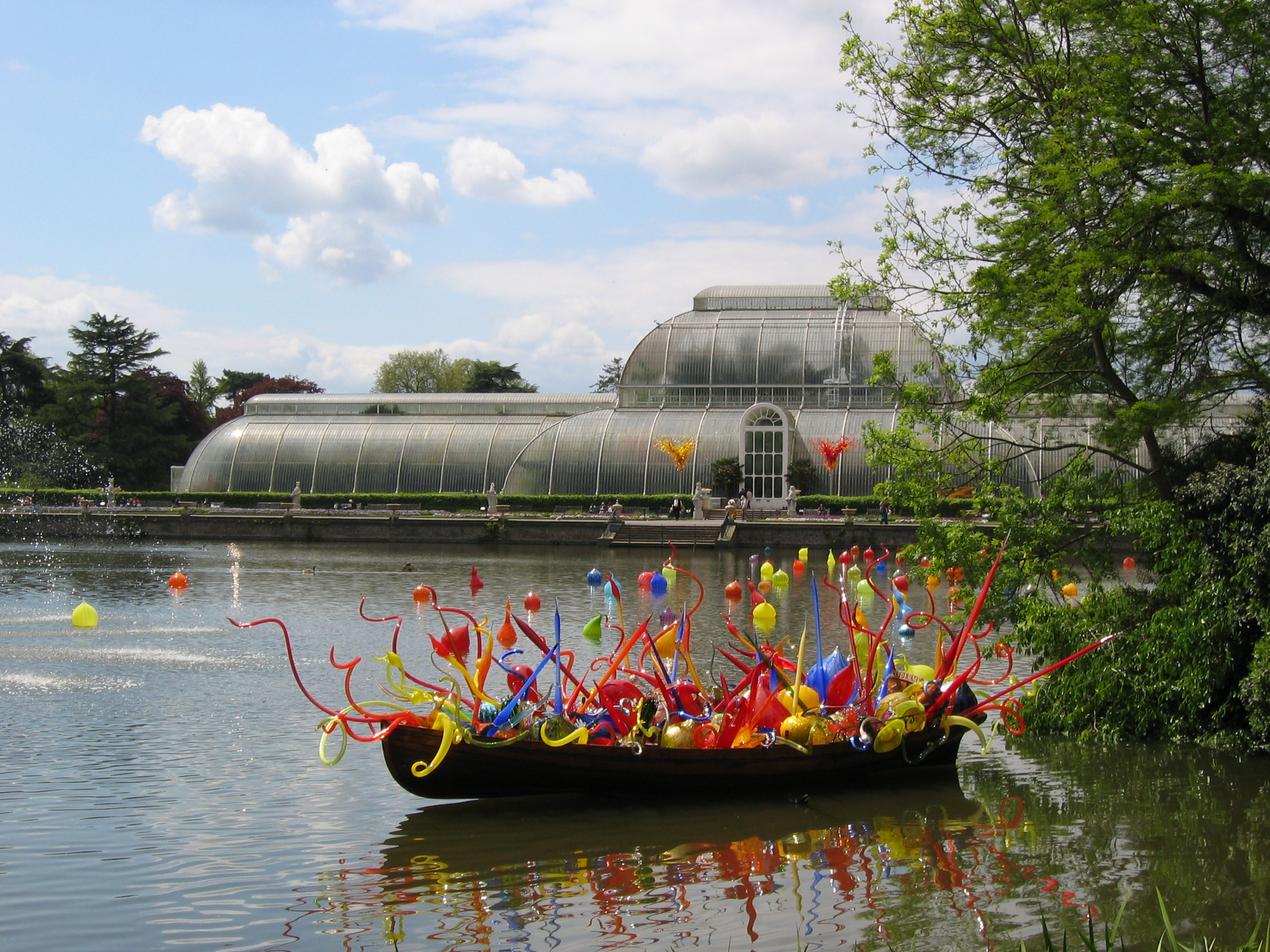
Loďka na jezírku, Kew Gardens Londýn
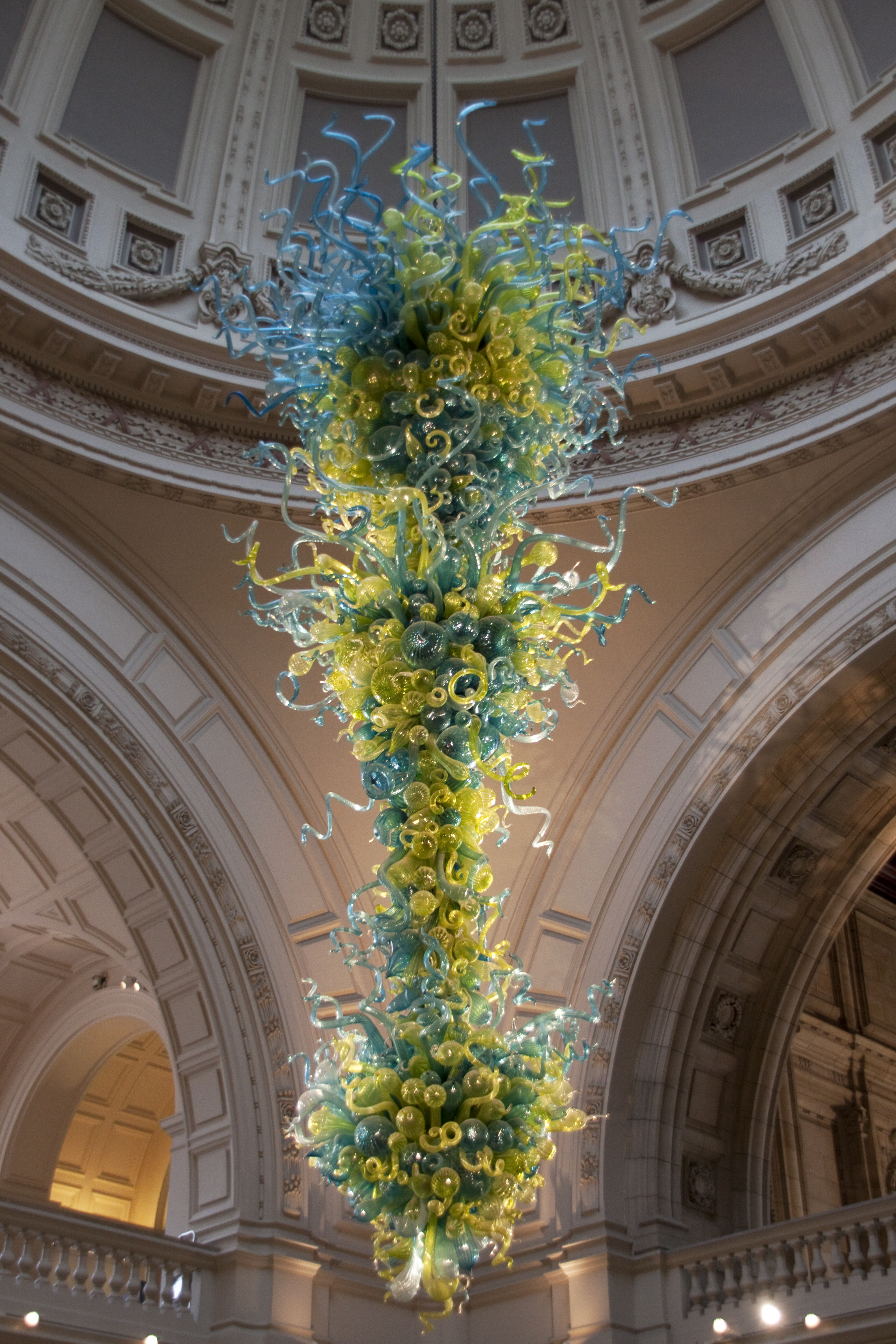
Lustr ve Victoria and Albert museu, Londýn
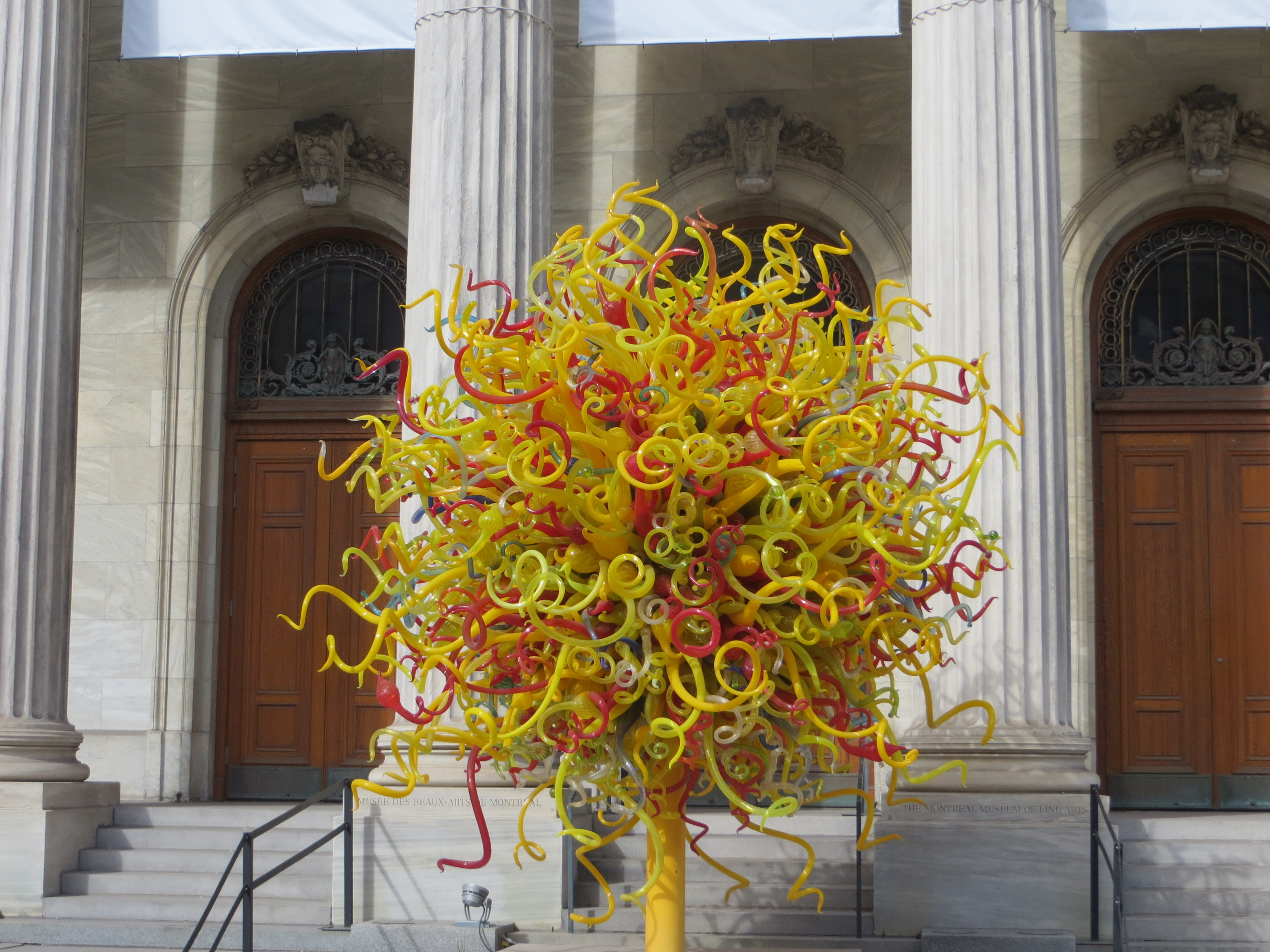
Strom před Muzeem krásných umění, Boston